# Томашпольский сахарный завод
Томашпольский сахарный завод — предприятие пищевой промышленности в посёлке городского типа Томашполь Томашпольского района Винницкой области.

## История

### 1873 - 1917
В 1873 году в волостном центре Томашполь Ямпольского уезда Подольской губернии Российской империи был построен свеклосахарный завод.
В ходе первой русской революции 30 ноября 1905 года на стенах Томашпольского сахарного завода были расклеены листовки с призывом к рабочим начать забастовку и требовать повышения заработной платы и сокращения продолжительности рабочего дня. В этот же день рабочие начали забастовку и добились повышения зарплаты на 10 копеек в день
После Февральской революции 1917 года на заводе был создан фабрично-заводской комитет, который в апреле 1917 года предложивший установить на предприятии 8-часовой рабочий день и двойной размер оплаты за сверхурочные работы, в мае 1917 года 8-часовой рабочий день был установлен, а зарплата - повышена на 50%.

### 1918 - 1991
В феврале 1918 года в Томашполе был создан волостной Совет рабочих, крестьянских и солдатских депутатов, однако уже в конце февраля 1918 года посёлок оккупировали австрийско-немецкие войска, которые наложили на население контрибуцию, разграбили сахарный завод (откуда было вывезено свыше 1200 мешков сахара) и оставались здесь до ноября 1918 года. В дальнейшем, до июля 1920 года Томашполь оставался в зоне боевых действий гражданской войны.
19 октября 1923 года восстановленный сахарный завод возобновил работу.
В соответствии со вторым пятилетним планом развития народного хозяйства СССР в 1934 году началась реконструкция завода, после окончания которой в 1936 году производственные мощности завода были увеличены на треть, в 1940 году завод произвёл сахара почти на 3 млн. рублей.
В ходе Великой Отечественной войны с 20 июля 1941 до 16 марта 1944 года посёлок был оккупирован немецкими войсками, при отступлении немецкие войска разрушили сахарный завод, но ещё до конца 1944 года он был восстановлен.
В следующие годы объемы производства увеличились, а в сезон сахароварения 1949/1950 года завод перевыполнил план производства на 107%, дополнительно выпустив почти 40 тыс. пудов сахара.
В соответствии с семилетним планом развития народного хозяйства (1959—1965) в 1960 - 1964 годы завод был реконструирован, в результате производственные мощности были увеличены в два раза в сравнении с довоенными.
В октябре 1970 года завод перерабатывал 1,26 тыс. тонн свеклы в сутки.
В целом, в советское время сахарный завод являлся крупнейшим предприятием посёлка.

### После 1991
После провозглашения независимости Украины завод перешёл в ведение Государственного комитета пищевой промышленности Украины.
В июле 1995 года Кабинет министров Украины утвердил решение о приватизации сахарного завода, обеспечивавшего его сырьём свеклосовхоза и райсельхозтехники. В дальнейшем, государственное предприятие было преобразовано в открытое акционерное общество. 
В июне 1999 года Кабинет министров Украины передал завод в коммунальную собственность Винницкой области.
31 января 2000 года Кабинет министров Украины утвердил решение о продаже последних 25% акций завода, остававшихся в государственной собственности.
В 2004 году завод перешёл в собственность агрохолдинга "Зеленая долина".
В августе 2017 года производственные мощности завода обеспечивали возможность переработки до 2,4 тыс. тонн свеклы в сутки.